# حسین سلیمی
حسین سلیمی (زاده ۱۳۴۲ در شیراز) سیاستمدار اهل ایران است. وی استاد دانشگاه و مدیر اجرایی است. او رئیس سابق دانشگاه علامه طباطبایی است. حسین سلیمی از سال ۱۳۷۳ تا کنون استاد گروه روابط بین‌الملل دانشگاه علامه طباطبایی است، او هنچنین آثاری در حوزه علوم سیاسی و روابط بین‌الملل تالیف کرده است.

## زندگی
حسین سلیمی در سال ۱۳۴۲ در شهر شیراز متولد شد. او پس از اتمام تحصیلات ابتدایی و متوسطه، دیپلم علوم انسانی را از دبیرستان منتظری اخذ کرد. سلیمی مدتی به فراگیری دروس حوزوی و فلسفه مشغول بود. پس از بازگشایی دانشگاه‌ها در سال ۱۳۶۲ وارد رشته علوم سیاسی در دانشگاه تهران شده و بلافاصله در دوره کارشناسی ارشد روابط بین‌الملل در همان دانشگاه ادامه تحصیل داد. در سال ۱۳۷۲ در دوره دکتری روابط بین‌الملل دانشگاه تربیت مدرس پذیرفته شده و به اخذ درجه دکتری نائل آمد. حسین سلیمی از سال ۱۳۷۳ به عضویت هیات علمی دانشگاه علامه طباطبایی در آمد و در بین سال‌های ۱۳۹۲ تا ۱۴۰۰ ریاست این دانشگاه را بر عهده داشت. او همچنین سمت‌های اجرایی دیگری نیز بر عهده داشته است.

## ریاست دانشگاه علامه طباطبایی
با آغاز کار دولت یازدهم جمهوری اسلامی ایران، و انتصاب جعفر توفیقی به عنوان سرپرست وزارت علوم، تحقیقات و فناوری، خیل عظیمی از درخواست‌های دانشجویان و استادان دانشگاه‌ها به وزارت علوم ارسال گردید. یکی از عمده‌ترین مسائل مطرح شده در این نامه‌ها، درخواست برکناری صدرالدین شریعتی از ریاست دانشگاه علامه طباطبایی بود. منتقدان معتقد بودند در دوران ریاست وی تندروی‌های شدیدی صورت گرفته و تعداد زیادی از استادان و دانشجویان از دانشگاه اخراج شده‌اند. نهایتاً در ۱۱ شهریور ۱۳۹۲، جعفر توفیقی، طی حکمی حسین سلیمی را به عنوان سرپرست جدید دانشگاه علامه طباطبایی تعیین نمود. در مراسم معارفه سلیمی، تعداد زیادی از دانشجویان شعار "توفیقی توقیقی حمایت حمایت"، " توفیقی متشکریم"، " روحانی متشکریم" سردادند و پلاکاردهایی در دست داشتند که بر روی آنها نوشته شده بود: " دانشگاه زنده است"،"دانشجو ذلت نمی‌پذیرد". در حاشیه این مراسم، سرود معروف «یار دبستانی من» یکصدا توسط دانشجویان خوانده شد. شریعتی، رئیس پیشین دانشگاه علامه در این مراسم شرکت نکرد.

## سمت‌ها
حسین سلیمی از دهه شصت تا کنون در نهادهایی نظیر صدا و سیما ، سازمان فرهنگ و ارتباطات اسلامی و دانشگاه علامه طباطبایی به فعالیت اجرایی پرداخته است. برخی فعالیت‌های او عبارت‌اند از:
- نویسنده، تهیه‌کننده و مدیر در صدا و سیما از سال ۱۳۶۳–۱۳۷۵ وی تهیه کنندگی سریال حسام‌الدوله (بی‌خبر) را در سال ۱۳۶۳ بر عهده داشته است.
- قائم مقام مرکز مطالعات فرهنگی بین‌المللی سازمان فرهنگ و ارتباطات از سال ۱۳۶۹–۱۳۷۵
- رئیس مرکز هنرهای نمایشی ارشاد از سال ۱۳۷۶–۱۳۷۹
- معاونت فرهنگی و دانشجویی دانشگاه علامه طباطبایی از ۱۳۷۹ تا ۱۳۸۱
- رئیس دانشکده حقوق و علوم سیاسی دانشگاه علامه طباطبایی از سال ۱۳۸۱ تا ۱۳۸۳
- نایب رئیس انجمن علوم سیاسی ایران از سال ۱۳۸۹ تا 1392
- ریاست دانشگاه علامه طباطبایی از ۱۳۹۲ تا ۱۴۰۰
- رئیس انجمن علوم سیاسی ایران از 1402
- عضو هیأت امنای دانشگاه علامه طباطبائی از 1403
- عضو هیأت ممیزه مرکز وزارت علوم تحقیقات و فناوری از 1403